# John Doolittle
John Taylor Doolittle (ur. 30 października 1950 w Glendale) – amerykański polityk, członek Partii Republikańskiej.

## Działalność polityczna
Od 1984 zasiadał w stanowym Senacie Kalifornii. Następnie od 3 stycznia 1991 do 3 stycznia 1993 przez jedną kadencję był przedstawicielem 14. okręgu, a od 3 stycznia 1993 do 3 stycznia 2009 przez osiem kadencji był przedstawicielem 4. okręgu wyborczego w stanie Kalifornia w Izbie Reprezentantów Stanów Zjednoczonych.